# Veroljub Salatić
Veroljub „Vero“ Salatić (serbisch-kyrillisch Верољуб Салатић; * 14. November 1985 in Zvornik, Jugoslawien) ist ein Schweizer ehemaliger Fußballspieler.

## Familie, Jugend
Salatić wurde in einem kleinen Vorort von Zvornik, einer Stadt in der heutigen Republika Srpska im Nordosten von Bosnien und Herzegowina, geboren. Zusammen mit seinen Eltern Dragan und Cvijeta und seinen Geschwistern Dragoljub und Radojka wanderte Salatić im Alter von sechs Jahren nach Zug in der Schweiz aus, wo die Familie bis heute lebt. Veroljub Salatić wohnt mit seiner Familie derzeit in Cham.

## Karriere

### Jugend
Salatić begann seine Karriere beim SC Zug. Nach zwei Jahren und der Fusion zwischen dem SC und dem FC Zug spielte er sechs weitere Jahre als Junior bei Zug 94.

### Grasshopper Club Zürich
Als 15-Jähriger stiess er 2000 zum Nachwuchs des Grasshopper Club Zürich. In der Saison 2003/2004 schaffte er den Sprung in die 1. Mannschaft. Salatić kann als Innenverteidiger oder im defensiven Mittelfeld eingesetzt werden. In der Saison 2006/2007 wurde er auch häufig im UEFA-Cup eingesetzt, solange die Grasshoppers im Wettbewerb vertreten waren.

### Omonia Nikosia
Auf die Saison 2011/2012 wechselte er zu Omonia Nikosia nach Zypern, wo er mit seinem Verein den Cup-Sieg (Zyprischer Fußballpokal) feiern konnte.

### Grasshopper Club Zürich
Ein Jahr später zog es Salatić wieder zurück nach Zürich, wo er seit der Saison 2012/2013 wieder für den Grasshopper Club Zürich im Einsatz stand. Der Mannschaft gelang eine aussergewöhnlich starke Saison und führte ihren Verein nach einer 19-Jährigen Durststrecke zum Cup-Sieg (Schweizer Cup). Salatić wurde vom Trainer zum Captain ernannt.

### FC Sion
Im Februar 2015 wechselte er zum FC Sion und unterschrieb einen Dreijahresvertrag.

### Nationalmannschaft
In der Schweiz aufgewachsen spielte Salatić in diversen Kategorien der Schweizer Fussballnationalmannschaft (zuletzt 2006 U-20). An der U-19-Europameisterschaft und der U-20-Weltmeisterschaft in den Niederlanden machte Veroljub Salatić unter Pierre-André Schürmann, zusammen mit Blerim Džemaili, Tranquillo Barnetta und Valon Behrami, erstmals international auf sich aufmerksam. Bereits wurde er in der Nationalmannschaft als künftiger Nachfolger von Murat Yakin gehandelt.
Sein Erfolg blieb auch dem serbischen Fussballverband nicht verborgen. Zwei Mal fragte man ihn an, ob er nicht bereit wäre, für das damalige Serbien-Montenegro zu spielen. Jedes Mal gab er dem Verband einen negativen Bescheid.
Gegen England bestritt er 2006 sein letztes Länderspiel mit der Schweizer U-21, aber danach hörte er nichts mehr vom Schweizerischen Fussballverband. Weder Köbi Kuhn noch Ottmar Hitzfeld hatten je signalisiert, an Salatić interessiert zu sein. Daher liess Salatić prüfen, ob er die serbische Staatsbürgerschaft annehmen kann, wodurch er für die serbische Fußballnationalmannschaft spielberechtigt wäre.

## Titel und Erfolge
Omonia Nikosia
- Zyprischer Fußballpokal: 2012

Grasshopper Club Zürich
- Schweizer Cupsieger: 2013

FC Sion
- Schweizer Cupsieger: 2015